# كأس التحدي الآسيوي للكرة الطائرة للرجال
كأس التحدي الآسيوي للكرة الطائرة للرجال المعروف أيضا باسم كأس تحدي الكرة الطائرة للرجال، هي مسابقة دولية للكرة الطائرة في آسيا وأوقيانوسيا تتنافس عليها الفرق الوطنية العليا للرجال من أعضاء الاتحاد الآسيوي للكرة الطائرة (AVC)، الهيئة الحاكمة لقارة الرياضة. تمنح البطولات كل عامين منذ عام 2018. البطل الحالي هو قيرغيزستان، التي فازت باول لقب لها في بطولة 2022.
فاز منتخبان وطنيان مختلفان ببطولتي كأس التحدي الآسيوية للكرة الطائرة. فاز كل من العراق وقيرغيزستان مرة واحدة.
اقيمت بطولة كأس التحدي الآسيوية 2018 في شولبون آتا، قرغيزستان.
لا ينبغي الخلط بين هذا الحدث والمنافسة القارية الاخرى الأكثر شهرة للفرق الوطنية الآسيوية للكرة الطائرة، والبطولة الآسيوية للكرة الطائرة وكأس الكرة الطائرة الآسيوية.

## ملخص النتائج
| سنة         | المصتيف    |                               | أخير                          | أخير                          | أخير                          |                               | مباراة تحديد المركز الثالث    | مباراة تحديد المركز الثالث    | مباراة تحديد المركز الثالث    |                               | فرق                           |
| سنة         | المصتيف    | ابطال                         | نتيجة                         | الوصيف                        | المركز الثالث                 | نتيجة                         | المركز الرابع                 |                               |                               |                               | فرق                           |
| ----------- | ---------- | ----------------------------- | ----------------------------- | ----------------------------- | ----------------------------- | ----------------------------- | ----------------------------- | ----------------------------- | ----------------------------- | ----------------------------- | ----------------------------- |
| 2018 تفاصيل | كولومبو    | · العراق                      | 3-2                           | · السعودية                    | · سريلانكا                    | 3–0                           | · بنغلاديش                    | 8                             |                               |                               |                               |
| 2020        |            | ألغيت بسبب جائحة فيروس كورونا | ألغيت بسبب جائحة فيروس كورونا | ألغيت بسبب جائحة فيروس كورونا | ألغيت بسبب جائحة فيروس كورونا | ألغيت بسبب جائحة فيروس كورونا | ألغيت بسبب جائحة فيروس كورونا | ألغيت بسبب جائحة فيروس كورونا | ألغيت بسبب جائحة فيروس كورونا | ألغيت بسبب جائحة فيروس كورونا | ألغيت بسبب جائحة فيروس كورونا |
| 2022 تفاصيل | شولبون آتا | · قرغيزستان                   | 3-2                           | · السعودية                    |                               | · أوزبكستان                   | 3-2                           | · منغوليا                     |                               | 4                             |                               |
| 2023 تفاصيل | تايبيه     |                               | -                             |                               |                               | -                             |                               | 17                            |                               |                               |                               |

### وصول الفرق إلى المراكز الأربعة الأولى
| فريق      | البطل    | الوصيف         | المركز الثالث | المركز الرابع |
| --------- | -------- | -------------- | ------------- | ------------- |
| العراق    | 1 (2018) |                |               |               |
| قرغيزستان | 1 (2022) |                |               |               |
| السعودية  |          | 2 (2018، 2022) |               |               |
| سريلانكا  |          |                | 1 (2018)      |               |
| أوزبكستان |          |                | 1 (2022)      |               |
| بنغلاديش  |          |                |               | 1 (2018)      |
| منغوليا   |          |                |               | 1 (2022)      |

### الأبطال حسب المنطقة
| الاتحاد (المنطقة)   | ابطال)        | رقم        |
| ------------------- | ------------- | ---------- |
| CAZVA (آسيا الوسطى) | قرغيزستان (1) | عنوان واحد |
| WAZVA (غرب آسيا)    | العراق (1)    | عنوان واحد |

## المضيفون
قائمة المضيفين حسب عدد كؤوس التحدي المستضافة.
| الاستضافة | الأمم     | السنة      |
| --------- | --------- | ---------- |
| 1         | قرغيزستان | 2020، 2022 |
| 1         | سريلانكا  | 2018       |

## الدول المشاركة
أسطورة
- 1st – ابطال
- 2nd – الوصيف
- 3rd – المركز الثالث
- 4th – المركز الرابع
- •  – لم يدخل / لم يتأهل
- – المضيفون
- Q - مؤهل للبطولة القادمة

| الفريق                   | 2018 (8) | 2022 (4) | 2023 (4) | المجموع |
| بنغلاديش                 | الرابعة  | •        | 1        |         |
| هونغ كونغ                | السادس   | •        | 1        |         |
| العراق                   | الأول    | •        | 1        |         |
| قرغيزستان                | •        | الأول    | 1        |         |
| ماليزيا                  | السابع   | •        | 1        |         |
| منغوليا                  | الثامن   | الرابعة  | 2        |         |
| السعودية                 | الثاني   | الثاني   | 2        |         |
| سريلانكا                 | الثالث   | •        | 1        |         |
| الإمارات العربية المتحدة | الخامس   | •        | 1        |         |
| أوزبكستان                | •        | الثالث   | 1        |         |

### الظهور الأول للفرق
| سنة  | المبتدئون                | المجموع |
| ---- | ------------------------ | ------- |
| 2018 | بنغلاديش                 | 8       |
| 2018 | هونغ كونغ                | 8       |
| 2018 | العراق                   | 8       |
| 2018 | ماليزيا                  | 8       |
| 2018 | منغوليا                  | 8       |
| 2018 | السعودية                 | 8       |
| 2018 | سريلانكا                 | 8       |
| 2018 | الإمارات العربية المتحدة | 8       |
| 2022 | قرغيزستان                | 2       |
| 2022 | أوزبكستان                | 2       |

## الجوائز
| السنة | افضل لاعب             |
| ----- | --------------------- |
| 2018  | أحمد البخيت           |
| 2022  | كانيبيك أولو أونولبيك |

| السنة | افضل معد         |
| ----- | ---------------- |
| 2018  | هنيد جبار مصطفى  |
| 2022  | ارجيش اولو ميتبك |

| السنة | افضل ضارب خلفي |
| ----- | -------------- |
| 2018  | ديبثي روميش    |
| 2018  | حوروسيت بيسواس |
| 2022  | النجراني عمر   |
| 2022  | البخيت احمد    |

| السنة | افضل بلوك وسط    |
| ----- | ---------------- |
| 2018  | مجراشي ابراهيم   |
| 2018  | ساجت جلاب اسلام  |
| 2022  | كورشكوروف عزيزبك |
| 2022  | مجراشي ابراهيم   |

| السنة | افضل ضارب       |
| ----- | --------------- |
| 2018  | نمير شامل حسين  |
| 2022  | زهينزوف اموربيك |

| السنة | افضل ليبرو          |
| ----- | ------------------- |
| 2018  | لاكمال ويجيسكارا    |
| 2022  | أبساتاروف كوتمانبيك |

## أنظر أيضا
- كأس التحدي الآسيوي للكرة الطائرة للسيدات
- كأس آسيا للكرة الطائرة للرجال
- بطولة الكرة الطائرة الآسيوية رجال
- الكرة الطائرة في دورة الألعاب الآسيوية
- بطولة آسيا للكرة الطائرة تحت 23 سنة
- بطولة آسيا للكرة الطائرة للرجال تحت 20 سنة
- بطولة آسيا للكرة الطائرة للأولاد تحت 18 سنة

## روابط خارجية
- الاتحاد الآسيوي للكرة الطائرة - الموقع الرسمي